# Årje-Vallauratj
Årje-Vallauratj är en sjö i Arjeplogs kommun i Lappland och ingår i Umeälvens huvudavrinningsområde. Sjön har en area på 0,248 kvadratkilometer och ligger 819,1 meter över havet.

## Delavrinningsområde
Årje-Vallauratj ingår i det delavrinningsområde (736342-152937) som SMHI kallar för Mynnar i Laisälvens vattendragsyta. Medelhöjden är 743 meter över havet och ytan är 20,62 kvadratkilometer. Det finns inga avrinningsområden uppströms utan avrinningsområdet är högsta punkten. Vattendraget som avvattnar avrinningsområdet har biflödesordning 4, vilket innebär att vattnet flödar genom totalt 4 vattendrag innan det når havet efter 457 kilometer. Avrinningsområdet består mestadels av skog (35 procent) och kalfjäll (63 procent). Avrinningsområdet har 0,42 kvadratkilometer vattenytor vilket ger det en sjöprocent på 2 procent.